# Jerzy Szenkurski
Jerzy Szenkurski - święty prawosławny, jurodiwy.
Żył w XV wieku. Był jednym z ówcześnie przebywających w mieście Szenkursku jurodiwych, obok innego późniejszego świętego mnicha Warłaama. O jego życiu nic nie wiadomo. Na ikonach ukazywany w łachmanach, jakie zwykle nosił, z rękami złożonymi w geście modlitewnym, boso.